# Lijst van kerken in Gooise Meren
Deze (onvolledige) lijst bevat een overzicht van christelijke kerkgebouwen in de gemeente Gooise Meren in de Nederlandse provincie Noord-Holland.
| Kerk                             | Straat                          | Plaats            | Oorspronkelijke functie        | Huidige functie                     | Bouwjaar, architect, bijzonderheden                 | Foto |
| -------------------------------- | ------------------------------- | ----------------- | ------------------------------ | ----------------------------------- | --------------------------------------------------- | ---- |
| Waalse kapel of Comeniuskapel    | Kloosterstraat 35               | Naarden (Vesting) | Kloosterkapel                  | Mausoleum Comenius                  | rijksmonument                                       |      |
| Grote of Sint-Nicolaaskerk       | Kerkstraat 3                    | Muiden            |                                | Protestantse kerk                   | rijksmonument                                       |      |
| Grote of Sint-Vituskerk          | Marktstraat 13                  | Naarden (Vesting) | Rooms-katholieke kerk          | Protestantse kerk                   | rijksmonument                                       |      |
| Kerk aan Zee                     | Kerkpad 2                       | Muiderberg        |                                | Protestantse kerk                   | rijksmonument                                       |      |
| Mariakerk of Koepelkerk          | Brinklaan 40A                   | Bussum            |                                | Rooms-katholieke kerk               | rijksmonument                                       |      |
| Heilige Nicolaaskerk (Muiden)    | Herengracht 83                  | Muiden            |                                | Rooms-katholieke kerk               | rijksmonument                                       |      |
| Spieghelkerk                     | Nieuwe 's-Gravelandseweg 34     | Bussum            | Hervormde kerk                 | Protestantse kerk                   | rijksmonument                                       |      |
| Verlosserkerk of Scheepjeskerk   | H.A. Lorentzweg 59/Ceintuurbaan | Bussum-Zuid       | Hervormde kerk                 | Sinds 2020 niet meer in gebruik     | gemeentelijk monument                               |      |
| Sint-Vituskerk (Bussum)          | Brinklaan 117                   | Bussum            | Rooms-katholieke kerk          | Niet meer in gebruik. Appartementen | 1884, Pierre Cuypers, rijksmonument                 |      |
| Sint-Vituskerk (Naarden)         | Turfpoortstraat 3               | Naarden (Vesting) |                                | Rooms-katholieke kerk               | 1911, Jan Stuyt                                     |      |
| Vredekerk                        | Huizerweg 2                     | Bussum            | Hervormde kerk                 | Niet meer in gebruik. Appartementen | gemeentelijk Monument                               |      |
| Vrije Evangelische Kerk (Bussum) | Oud Bussummerweg 70             | Bussum            | Hersteld Apostolische gemeente | Vrije Evangelische Gemeente         | 1930, HF Sijmons, rijksmonument                     |      |
| Wilhelminakerk                   | Wilhelminaplantsoen 14          | Bussum            | Gereformeerde kerk             | Protestantse kerk                   | Tjeerd Kuipers (1857 - 1942), gemeentelijk monument |      |